# Ариэль (вокально-инструментальный ансамбль)
Вокально-инструментальный ансамбль «Ариэ́ль» (ВИА «Ариэль») — советская и российская музыкальная группа из Челябинска, датой основания которой принято считать 17 октября 1967 года. Руководитель ансамбля до 1989 года — Валерий Ярушин. С 1989 года руководитель челябинского состава группы «Ариэль» — Ростислав Гепп. Руководитель московского состава группы «Ариэль» — Валерий Ярушин.

## Творческий путь

Вокально-инструментальный ансамбль «Ариэль» был создан студентом Челябинского музыкального училища Львом Фидельманом в 1968 году. В начале 1968 года на новогоднем празднике состоялось первое выступление ансамбля (тогда ещё не было названия). Продлилось оно недолго, так как директор музыкального училища потребовал его прекратить (успели спеть всего три песни). В 1968 году появился состав, который мог давать концерты. Появилось и название «Ариэль». Пели, в основном, песни собственного сочинения на музыку The Beatles, The Monkees, The Tremeloes, The Turtles.
В годы учёбы Валерий Ярушин создал молодежный коллектив «Джаз-балалайка», затем ВИА «Аллегро». В 1970 году по инициативе Центрального райкома комсомола г. Челябинска на творческую встречу были приглашены три ведущих в то время вокально-инструментальных ансамбля: «Ариэль», «Аллегро» и «Пилигримы». В итоге «Пилигримы» от встречи отказались, а среди ансамблей «Ариэль» и «Аллегро» состоялось своего рода творческое соревнование, в результате которого из двух челябинских ансамблей «Ариэль» и «Аллегро» был создан один: «Ариэль», руководителем которого стал Валерий Ярушин. Датой образования ансамбля его участники решили считать 7 ноября 1970 года.
Ансамбль завоевал ряд премий, выступая на различных фестивалях. В декабре 1971 года «Ариэль» разделил первое место с трио «Скоморохи» под руководством Александра Градского на конкурсе «Серебряные струны», посвящённом 750-летию города Горького.
В 1971 году Лев Гуров создаёт для ВИА его известную песню «Тишина», в 2015 году российская поп-рок-группа «Браво» записала кавер-версию песни и сняла на неё клип, включив в свой сборник Unrealised (2018).
В 1973 году «Ариэль» пригласили на работу в Челябинскую филармонию, и коллектив получил статус профессионального ансамбля. «Ариэль» — лауреат 5-го Всесоюзного конкурса артистов эстрады (Москва, 1974 год, первое место).
На фирме «Мелодия» в 1975 году вышел первый лонгплей ВИА «Зимы и весны», на котором выделялся «Парафраз», необычно длинная для ВИА композиция с инструментовкой в стиле хард-рок.
В 1976 году на экраны вышел фильм «Между небом и землей» с музыкой Александра Зацепина. Несколько песен исполнил ВИА «Ариэль», в том числе и ставшую популярной «Уходишь ты».
Пластинка «Русские картинки» в 1978 году заняла 8-е место в хит-параде «Звуковая дорожка» газеты «Московский комсомолец». Аркадий Петров так писал о пластинке: «Одна из недавних работ „Ариэля“ — пластинка-сюита „Русские картинки“, записанная летом 1976 года, — показала эту музыку яркой, цветастой, волнующей, но в то же время прохладной по своему эмоциональному тонусу. Обработки Валерия Ярушина и его коллег по ансамблю доказали также, что удача в подходе к народному творчеству не в подделках под этнографизм, не в простом копировании народного, а в свободном сотворчестве, в ощущении правды жизни, той самой жизни, которая и породила бесценное сокровище — русскую песню».
В 1980 году вне конкурса «Ариэль» выступал на тбилисском рок-фестивале «Весенние ритмы. Тбилиси-80».
В 1989 году в связи с возникшими разногласиями с участниками золотого состава ВИА «Ариэль» Ярушин покинул коллектив и собрал собственный состав музыкантов — группу «Иваныч», которую в 2002 году переименовал в «Ариэль». В связи с рядом судебных разбирательств с бывшими участниками ВИА «Ариэль», московский состав группы Валерия Ярушина периодически выступал и выступает как под названием «Ариэль», так и под названием «Новый Ариэль», а также «Ариэль Валерия Ярушина». С середины 2000-х, Валерий Ярушин является также основным фронтменом среди участников ретро-шоу-группы солистов легендарных ВИА 70-80-х годов, под названием «Легенды ВИА: Мы из СССР».
Группа часто обращается к русскому фольклору. Одни из их самых известных песен: «Порушка-Параня», «Баба Яга». На счету «Ариэля» ряд концептуальных сценических постановок, рок-опер, в том числе: «За землю русскую», «Мастера», «Сказание о Емельяне Пугачёве».
В разное время «Ариэль» работал в разных стилях, однако жанровой основой ансамбля всегда был русский вариант фолк-рока, подразумевавший обработки или стилизации популярных русских народных песен. Нередко ансамбль исполняет песни а капелла («Шумел камыш») или под аккомпанемент акустических инструментов. Отличительная черта исполнительской манеры ВИА «Ариэль» — красочное вокальное многоголосие и юмор в подаче традиционного песенного материала.

## Популярные песни ВИА «Ариэль»
- «Алёнушка» (Р. Гепп);
- «Баба-Яга» (Т. Ефимов — Ю. Мажаров) — исполнитель Борис Каплун;
- «Благодарствуйте, сударыня» (Т. Ефимов — В. Солоухин);
- «Блоха» (русская народная песня, обработка В. Ярушина);
- «В краю магнолий плещет море» (А. Морозов — Ю. Марцинкевич);
- «Волки гонят оленя» (А. Зацепин — Л. Дербенёв);
- «Всё равно тебя люблю я» (Т. Ефимов — Д. Усманов);
- «Гулливер» (Р. Гепп — А. Костерев);
- «Где ждёт любовь» (А. Богословский);
- «Деревянный мостик» (обработка В. Ярушина);
- «Дети спят» (Ю. Саульский — И. Шаферан);
- «Долина-долинушка» (русская народная песня, обработка В. Ярушина) — исполнитель Борис Каплун;
- «Заповедные места» (Ю. Лоза — А. Жигарев);
- «Захотелось быть» (Т. Ефимов — В. Солоухин);
- «Здравствуй, новый день» (А. Рыбинский — русский текст О. Гаджикасимова) — исполнитель Валерий Ярушин;
- «Зимы и вёсны» (В. Ярушин);
- «Истины» (Р. Гепп — А. Костерев);
- «Как по реченьке гоголюшка плывёт» (русская народная песня, обработка В. Ярушина);
- «Комната смеха» (Т. Ефимов — Д. Усманов);
- «Любите струны гитар» (В. Ярушин — В. Колтунов);
- «Маленькая история» (В. Ярушин) — исполнитель Валерий Ярушин;
- «Марш десантников» (А. Зацепин — Л. Дербенёв) — исполнители: Валерий Ободзинский и ВИА «Ариэль»;
- «На горе Арарат» (В. Добрынин — С. Осиашвили) — исполнители Ростислав Гепп и Борис Каплун;
- «На горе, на горенке» (русская народная песня, обработка В. Ярушина);
- «На острове Буяне» (А. Морозов — Л. Дербенёв) — солист Валерий Ярушин;
- «На улице дождик» (русская народная песня, обработка В. Ярушина) — исполнитель Борис Каплун;
- «Народное гуляние» (В. Ярушин — А. Раскин) — Валерий Ярушин;
- «Нахлебалася пресного молока» (русская народная песня, обработка В. Ярушина);
- «Нужна наша молодость» (1974) (Б. Савельев — М. Пляцковский);
- «Облако на нитке» (В. Добрынин — М. Пляцковский) — исполнитель Борис Каплун;
- «Орган в ночи» (Р. Паулс — Д. Авотыня, перевод Л. Азаровой);
- Парафраз на тему русской народной песни «Отдавали молоду» (обработка В. Ярушина);
- «Отставала лебёдушка» (русская народная песня, обработка В. Ярушина);
- «Песня о первом прыжке» (А. Зацепин — Л. Дербенёв) — исполнитель Валерий Ободзинский и ВИА «Ариэль»;
- «По блюду, блюду серебряному» (русская народная песня, обработка В. Ярушина);
- «По полю, полю» (русская народная песня, обработка В. Ярушина);
- «Порушка-Параня» (русская народная песня, обработка В. Ярушина);
- «Расскажу тебе, кума» (русская народная песня, обработка В. Ярушина) — исполнитель Борис Каплун;
- «Скоморошина» (В. Ярушин — А. Раскин);
- «Старая пластинка» (Н. Богословский, аранжировка В. Ярушина — Я. Родионов);
- «Танюша» (Ю. Мелехов — С. Есенин) — исполнитель Валерий Ярушин;
- «Тишина» (Л. Гуров) — исполнитель Лев Гуров;
- «Ты — музыка» (С. Шариков — С. Кутанин) — солист Валерий Ярушин;
- «Уходишь ты» (А. Зацепин — Л. Дербенёв);
- «Холостая жизнь» (В. Добрынин — С. Осиашвили) исполнитель — Ростислав Гепп;
- «Храни меня, дождь» (Р. Гепп — С. Кутанин) исполнитель — Ростислав Гепп;
- «Частушки» (А. Румянцев — слова народные);
- «Шире круг» (Р. Паулс — И. Резник);
- «Я на камушке сижу» (русская народная песня, обработка В. Ярушина);

## Состав
«Золотой» состав ВИА «Ариэль»:
- Валерий Ярушин — бас-гитара, гармошка, вокал, аранжировка — руководитель (с 7 ноября 1970 года по 1989 год);
- Лев Гуров †[9] — ритм-гитара, вокал;
- Борис Каплун — барабаны, скрипка, вокал;
- Ростислав Гепп — рояль, флейта, вокал;
- Сергей Шариков — клавишные, вокал;
- Сергей Антонов †[9] — соло-гитара;

Современный челябинский состав ВИА «Ариэль»:
- Ростислав Гепп — клавишные, флейта, вокал — руководитель (с 1989 года по настоящее время);
- Борис Каплун — барабаны, скрипка, вокал;
- Александр Тибелиус — вокал, ритм-гитара, перкуссия;
- Олег Гордеев — соло-гитара, вокал;

Современный московский состав ВИА «Ариэль»:
- Валерий Ярушин — бас-гитара, вокал — руководитель (с 2002 года по настоящее время);
- Александр Трапезников — соло-гитара, вокал;
- Виктор Литвинов — клавишные, вокал;
- Анатолий Литвинов — барабаны, вокал;

## Дискография
- 1975 — Тишина — С62-05877-78;
- 1975 — Ариэль — С60-05891-92;
- 1975 — Парафраз на тему русской народной песни «Отдавали молоду» — С62-06211-12;
- 1975 — Любите струны гитар — М62-37359-60;
- 1976 — Песни из фильма «Между небом и землёй» — С60-07085-86;
- 1977 — Русские картинки — С60-08641-42;
- 1978 — Сказание о Емельяне Пугачёве — рок-опера;
- 1980 — На острове Буяне — С60-13891-92;
- 1980 — Приглашение в гости — C62-14857-58;
- 1981 — рок-оратория «Мастера»;
- 1982 — Каждый день твой — С60-16739-40;
- 1983 — Утро планеты, сюита — С60-20127 008;
- 1984 — По полю, полю — С62 20561 007;
- 1985 — рок-дума «За землю Русскую»;
- 1990 — Любимая, но чужая — С60-31391 008 (Мелодия);
- 1993 — Privet (CD Krasnyj Klin Music Records, Германия);
- 1995 — Старая пластинка APEX Records (6) — AXCD 3-0015, 2 x CD;
- 2000 — Шумел камыш (CD);
- 2000 — Любимая, но чужая (CD);
- 2001 — Beatles in the russians (CD);
- 2001 — Через майдан (CD);
- 2005 — Дорога длиной в 35 (СD);
- 2008 — Ариэль 40 (CD);
- 2011 — Вернёмся на озёра (СD). Песни 1967—1970 годов. Laser Craft — UL 112194. В мае 2011 года в Челябинском театре драмы состоялась презентация диска «Вернёмся на озёра», содержащем перезаписанные в новой обработке песни первых лет творчества ВИА «Ариэль».
- 2014 — Шумел камыш (LP) PCRGLP002;